# تاکشی ناتوری
تاکشی ناتوری (به انگلیسی: Takeshi Natori) بازیکن فوتبال اهل ژاپن و عضو تیم ملی فوتبال ژاپن است که در تاریخ ۲۰ مه ۱۹۳۴ میلادی اولین بازی ملی‌اش را انجام داد. او در ۱ بازی ملی حضور داشت و آخرین بازی ملی خود را در تاریخ ۲۰ مه ۱۹۳۴ میلادی انجام داد. تاکشی ناتوری در بازی‌های ملی‌اش
۱ گل به ثمر رساند.